# Mezinárodní letiště Nikose Kazantzakise Heráklion
Mezinárodní letiště Nikose Kazantzakise Heráklionu (řecky: Κρατικός Αερολιμένας Ηρακλείου, "Νίκος Καζαντζάκης") (IATA: HER, ICAO: LGIR) je hlavní letiště na řeckém ostrově Kréta. Leží 5 km od města Heráklion a pojmenováno bylo po řeckém spisovateli a filozofovi Nikosovi Kazantzakisovi. V Řecku je to nejrušnější letiště po letišti v Aténách.
Ve výstavbě je nové letiště v Kasteli, které se nachází 39 km jihovýchodně od města a má být otevřeno do roku 2027. Po dokončení nahradí stávající mezinárodní letiště v Heráklionu a bude sloužit jako dopravní uzel pro centrální Krétu, ale zároveň bude poskytovat mezinárodní spojení pro celou Krétu.

## Historie
Letiště bylo postaveno v roce 1937. První letadlo na něm přistálo o dva roky později, v roce 1939.
Během druhé světové války byl provoz na letišti roku 1941 pozastaven, obnoven byl na podzim 1946 s letadly DC-3. V té době bylo letiště velmi provizorní. Letištní budova se skládala ze tří stanů — první sloužil jako správa letištního úřadu, druhý sloužil jako kancelář a třetí byl pro obsluhu cestujících. V roce 1947 byla postavena první menší letištní budova pro cestující. V roce 1948 začaly z letiště startovat letadla do různých destinací po celé Evropě. Byla vybudována první ranvej 09/27 o délce 1850 metrů.
Nová letištní budova, mnohem větší než stará, byla postavena v roce 1971.

## Vybavení a vzhled
Dnes je na letišti 15 parkovacích míst pro velká letadla. V terminálu je dostatečný počet odbavovacích stolků, obchody, autopůjčovna, restaurace, směnárny, úschovny zavazadel nebo toalety. Kontrolní věž navádí letadla na dvě přistávací a vzletové dráhy